# Pronomopsis rubripes
Pronomopsis rubripes är en tvåvingeart som beskrevs av Hermann 1912. Pronomopsis rubripes ingår i släktet Pronomopsis och familjen rovflugor. Inga underarter finns listade i Catalogue of Life.